# Nicolás y José Canale
Nicolás Canale (1807-1874) y José Canale (1833-1883) fueron dos arquitectos e ingenieros genoveses que trabajaron intensivamente en Buenos Aires (Argentina) en la segunda mitad del siglo XIX, dejando como patrimonio histórico una serie de edificios y trazados urbanos de gran importancia.
- Hospital Italiano (primer edificio, demolido)
- Catedral de Lomas de Zamora
- Quinta Los Leones de Esteban Adrogué, en Lomas de Zamora (hoy Hogar de Niños Huérfanos “Leopoldo S. Pereyra”)
- Plano del pueblo Almirante Brown,que desde 1998 es Adrogué.
- Hotel La Delicia 1871. Adrogué (Demolido en 1956)
- Casa "La Cucaracha" 1871. Adrogué Sede del gobierno municipal del Partido de Almirante Brown desde 1874 hasta 1882. Principal edificio histórico del Partido de Almirante Brown.(Fuente histórica: Cesar Adrogué, Notas históricas de las Comunas de Almirante Brown y de Lomas de Zamora)
- Parroquia San Gabriel Arcángel. 1876. Adrogué (demolida en 1969)
- Palacio Municipal. 1882. Adrogué
- Escuela en Adrogué (primer edificio, ampliado y modificado)
- Residencia “Castelforte”, en Adrogué (sobreviven un templete y parte de los túneles)
- Iglesia de la Inmaculada Concepción, en Belgrano
- Iglesia de la Piedad
- Palacio Miró (demolido)
- Casa Atucha
- Casa Guerrero (demolida)
- Casa Egusquiza (demolida)
- Casa Fusoni (demolida)
- Confitería del Gas (demolida)
- Hotel de la Paix (demolido)